# 대명세
대명세(戴名世, 1653년 ~ 1713년)는 청나라 때의 학자로 안휘성 사람이다. 자는 전유(田有) 호는 약신(藥身)이다. 1685년에 북경의 국자감(國子監)으로 들어가 공부하였으며 동성파(桐城派) 계열의 문인 중 한 사람으로 저서로 《남산집》(南山集)을 썼다. 그러나 《남산집》에 남명의 영력제의 연호인 영력(永曆)을 써서 문제가 되었다. 1711년에 청을 부정하고 명의 부흥을 도모한 죄로 결국 추포되어 2년 뒤인 1713년에 참수형당하고 일족들은 모두 몰살당하였으며 《남산집》을 포함한 대명세의 모든 저서들은 불태워졌다. 이 사건은 강희제·옹정제·건륭제 3대에 걸쳐 발생한 문자의 옥의 시발점이 되었다.